# Сенье, Матильда
Мати́льда Сенье́ (фр. Mathilde Seigner; род. 17 января 1968, Париж) — французская актриса.

## Семья
Внучка известного французского актёра Луи Сенье, сестра актрисы Эммануэль Сенье и свояченица режиссёра Романа Полански.
10 августа 2007 года у неё родился сын Луи.

## Фильмография
(Неполная фильмография)
- 1993 — Улыбка / Le Sourire
- 1993 — Розина / Rosine
- 1996 — Франко-Русское / Franco-Russe
- 1997 — Сухая чистка / Dry Cleaning
- 1997 — Да здравствует республика! / Vive la République !
- 1999 — Любимая тёща / Bell maman
- 1999 — Салон красоты «Венера» / Vénus beauté (institut)
- 1999 — Палата волшебниц / La chambre des magicients
- 2000 — Гарри — друг, который желает вам добра / Harry un ami qui vous veut du bien
- 2001 — Похищение для Бетти Фишер / Betty Fisher et autres histoires
- 2003 — Тристан / Tristan
- 2004 — Свадьба / Mariages!
- 2005 — 35 с небольшим / Tout pour plaire
- 2005 — Развод по-королевски / Palais royal!
- 2006 — Кемпинг / Camping
- 2006 — Летний пассажир / Le Passager de l'été
- 2007 — Оно того не стоит / Détrompez-vous
- 2009 — Трезор / Trésor
- 2014 — Лист моих желаний / La liste de mes envies
- 2018 — Сирано. Успеть до премьеры / Edmond